# Zweden op de Paralympische Winterspelen 2018
Zweden was een van de landen die deelnam aan de Paralympische Winterspelen 2018 in Pyeongchang, Zuid-Korea.

## Medailleoverzicht
| Sport      | Paralympiër                            | Onderdeel                                          | Medaille |
| ---------- | -------------------------------------- | -------------------------------------------------- | -------- |
| Langlaufen | Zebastian Modin Gids: Robin Bryntesson | 1.5 km sprint klassieke stijl, visueel beperkt (m) | Zilver   |

## Deelnemers en resultaten
(m) = mannen, (v) = vrouwen 

### Alpineskiën
| Paralympiër     | Onderdeel                   | Resultaat | Prestatie      |
| --------------- | --------------------------- | --------- | -------------- |
| Aron Lindstroem | Super G, staand (m)         | 18e       | 1:31.77        |
| Aron Lindstroem | Supercombinatie, staand (m) | DNF       | Niet gefinisht |
| Aron Lindstroem | Reuzenslalom, staand (m)    | 16e       | 2:25.16        |
| Aron Lindstroem | Slalom, staand (m)          | 7e        | 1:42.95        |

### Biatlon
| Paralympiër                              | Onderdeel                   | Resultaat | Prestatie |
| ---------------------------------------- | --------------------------- | --------- | --------- |
| Zebastian Modin Gids: Johannes Andersson | 7.5 km, visueel beperkt (m) | 7e        | 21:59.3   |

### Langlaufen
| Paralympiër                              | Onderdeel                                          | Resultaat | Prestatie      |
| ---------------------------------------- | -------------------------------------------------- | --------- | -------------- |
| Zebastian Modin Gids: Robin Bryntesson   | 1.5 km sprint klassieke stijl, visueel beperkt (m) | Zilver    | 3:28.0         |
| Zebastian Modin Gids: Johannes Andersson | 10 km klassieke stijl, visueel beperkt (m)         | DNF       | Niet gefinisht |
| Zebastian Modin Gids: Johannes Andersson | 20 km vrije stijl, visueel beperkt (m)             | 4e        | 0:47:28.9      |

### Rolstoelcurling
| Paralympiër                                                                     | Onderdeel     | Resultaat | Prestatie |
| ------------------------------------------------------------------------------- | ------------- | --------- | --- |
| Mats Ola Engborg Ronny Persson Viljo Pettersson Dahl Zandra Reppe Kicki Ulander | Team, gemengd | 10e       | Groepsfase (10e) SWE - CHN: 4 - 9 CAN - SWE: 8 - 4 USA - SWE: 10 - 2 SWE - SVK: 3 - 8 SWE - GBR: 1 - 6 NOR - SWE: 4 - 5 SWE - GER: 9 - 5 FIN - SWE: 6 - 5 KOR - SWE: 4 - 2 SWE - SUI: 5 - 3 NPA - SWE: 3 - 7 |

### Sledgehockey
| Paralympiër | Onderdeel     | Resultaat | Prestatie |
| --- | ------------- | --------- | --- |
| Daniel Cederstam Maximilian Dickson Gyllsten Christian Hedberg Marcus Holm Niklas Ingvarsson Kenth Jonsson Goeran Karlsson Per Kasperi Rasmus Lundgren Martin Magnevill Robin Meng Andreas Nejman Peter Nilsson Ulf Nilsson Peter Ojala Niklas Rakos Anders Wistrand | Team, gemengd | 7e        | Groep A (4e) CAN - SWE: 17 - 0 ITA - SWE: 2 - 0 NOR - SWE: 3 - 1 Playoffs plaats 5 t/m 8 CZE - SWE: 4 - 3 Plaats 7/8 JPN - SWE: 1 - 5 |

Andorra · Argentinië · Armenië · Australië · België · Bosnië en Herzegovina · Brazilië · Bulgarije · Canada · Chili · China · Denemarken · Duitsland · Finland · Frankrijk · Georgië · Griekenland · Groot-Brittannië · Hongarije · IJsland · Iran · Italië · Japan · Kazachstan · Kroatië · Mexico · Mongolië · Nederland · Nieuw-Zeeland · Noord-Korea · Noorwegen · Oekraïne · Oezbekistan · Oostenrijk · Polen · Roemenië · Servië · Slovenië · Slowakije · Spanje · Tadzjikistan · Tsjechië · Turkije · Verenigde Staten · Wit-Rusland · Zuid-Korea · Zweden · Zwitserland
Neutrale paralympische atleten